# سارادا أوتشيها
سارادا أوتشيها (اليابانيه: うちは サラダ, الأنجليزيه: Uchiha Sarada)
هي شخصية خيالية في ناروتو مانغا لماساشي كيشيموتو.  تم تقديمها في الفصل الأخير من المانجا، وأصبحت بطلة فيلم Naruto: The Seventh Hokage and the Scarlet Spring (2015) ساراداهي ابنة ساسكي أوتشيها وساكورا هارونو ولدت سارادا بينما كانت والدتها ترافق والدها في السفر في إحدى مقرات أوروتشيمارو.
وتُستكشف شخصيتها لأول مرة في فيلم بوروتو: ناروتو الفيلم (2015)، حيث أصبحت نينجا (جنين) من قرية الورق، ثم أصبحت تشونين، وأحلامها بأن تصبح هوكاجي. كما تبدو سارادا كطابع رئيسي في سلسلة مانجا أوكيو كوداشي بوروتو: ناروتو الأجيال المقبلة (2016) وتكييفها مع الأنمي، ممايبين تفاعلاتها مع عائلتها ومع زميليها المقبلين، بوروتو أوزوماكي وميتسوكي، وقائد فريقهم كونوهامارو ساروتوبي.
شعر كيشيموتو بالضغط عندما ابتكر سارادا لأنه اعتقد أنه يفتقر إلى الخبرة في رسم الشخصيات النسائية.  أرادت كيشيموتو أيضًا نقل علاقة سارادا بوالديها عبر المانجا العرضية.  كان الاستقبال النقدي لسارادا إيجابيًا.  تم الإشادة بتفاعلها مع بوروتو وساسكي وكذلك كيف تهدف إلى أن تصبح هوكاجي استنادًا إلى قوس شخصيتها.

## حياتها وظهورها
تظهر سارادا لأول مرة في الفصل الأخير من ناروتو.  هي ابنة ساسوكي وساكورا أوتشيها.  بصفتها الشخصية المركزية في Naruto: The Seventh Hokage and the Scarlet Spring ، تبحث سارادا عن والدها المنفصل.  لقد شعرت بالخطأ أن ساكورا ليست أمها البيولوجية؛  بعد ملاحظة أن كارين، وهي امرأة كانت من حلفاء ساسكي، ترتدي نظارة مماثلة لنظاراتها، تعتقد سارادا أنها والدتها الحقيقية.  متحمسًا لرؤية ساسكي بعد سنوات عديدة، تكتسب سارادا تقنية سلالة العين المعروفة باسم الشارينقان (写 輪 lit ، مضاءة "Copy Wheel Eye"، المانجا الإنجليزية: "Mirror Wheel Eye") جوتسو، التي ورثتها عنه  ومع ذلك، ليس لديها انطباع أولي جيد عن والدها، معتقدة خطأ أنه لا يهتم بأسرته. عندما ساعدها ناروتو اوزوماكي، زعيم كونوها، على فهم أن العائلة ليست مسألة دماء، أدركت ساراداأنها ستحب ساكورا بغض النظر عن قرابة الدم، وترغب في إنقاذها وحمايتها بأي ثمن.  تبين في النهاية أن سارادا ورثت سيطرة ساكوراالطبيعية على شاكرا، وبالتالي فهي قادرة على جمعها في قبضتها والتسبب في تأثير مدمر على الهدف بسبب قوتها الخارقة.  في الوقتنفسه، من الواضح أن سارادا ورثت أيضًا أغنية والدتها «تشا!»  (し ゃ ー ん な ろ ー! Shānnarō!) التشنج اللفظي.  علمت سارادافي النهاية من ساكورا أنها أمها البيولوجية.  بعد أن أكدت ذلك، تقول ساسكي أن وجود سارادا يُظهر العلاقة بينه وبين ساكورا.  أوضحتكارين لاحقًا أنها كانت قابلة لساكورا عندما كان ساسكي وساكورا يسافران معًا.  قبل مغادرته مرة أخرى، أظهر ساسكي لسارادا مدى حبه لها من خلال إعطائها نفس الإيماءة التي قدمها لساكورا ذات مرة، وكزة الجبين، ووعد بالعودة إلى المنزل قريبًا.  بعد الإعجاب بناروتووتفانيه في قريته، جعلت سارادا هدفها أن تصبح الهوكاجي التالي في يوم من الأيام
في بوروتو
سارادا هي أيضًا شخصية داعمة في فيلم Boruto: Naruto the Movie (2015)، حيث تظهر على أنها نينجا منخفض المستوى (جينين) وتشكل فريقًا مع بوروتو أوزوماكي وميتسوكي ومعلمهم كونوهامارو ساروتوبي.  سارادا وميتسوكي وبوروتو يشاركون في امتحانالنينجا ليصبحوا نينجا متوسطي المستوى، تشونين.  بعد اجتياز الجولة الأولى، ساعدت سارادا فريقها على الفوز بالجولة الثانية من خلالاختراق جينجوتسو مع الشارينغان وتمكنت من الحصول على العلم الذي كانت تبحث عنه.  في الجولة الثالثة، تستخدم سارادا الشارينغانمرة أخرى ولكن هذه المرة تجمعها مع تحكمها الطبيعي الجيد بالشاكرا، وهي قادرة على هزيمة خصمها تاروي بسرعة.  على الرغم من ذلك، فشل الفريق في اجتياز الاختبار النهائي.  بمجرد مقاطعة الامتحان من قبل شخصين معروفين باسم Momoshiki Otsutsuki وKinshiki Otsutsuki ، تحاول سارادا المساعدة في تطهير المنطقة، ويحميها والدها بعد أن سحقها جدار متدهور تقريبًا.  يتم القبض على ناروتو من قبل الأشرار، ويطلب بوروتو من سارادا وميتسوكي حماية كونوها بينما يذهب مع ساسكي لإنقاذ الهوكاجي المفقود.  بعد انتهاءالمهمة، يسأل سارادا بوروتو عما إذا كان يريد أن يصبح الهوكاجي التالي، فأجاب أنه قرر اتباع خطى ساسكي بدلاً من ذلك وحمايتهابمجرد أن تصبح الهوكاجي في المستقبل ظهرت سارادا أيضًا في رواية فيلم أوكيو كوداتشي أثناء صنع فيلم Boruto: Naruto the Movie ، تمت إزالة بعض المشاهد التي تتضمن تفاعلات سارادا مع بوروتو بسبب ضيق الوقت.  ومع ذلك، تم الاحتفاظ بأهم مشهدلكيشيموتو بين هذين المشهدين: تحفيز بوروتو سارادا لتصبح الهوكاجي في المستقبل.
تظهر سارادا أيضًا في تكملة المانجا لكوداتشي لـ Naruto ، Boruto: Naruto Next Generations (2016).  بينما تبدأ مانجا بوروتوبإعادة سرد الفيلم، تحتوي الفصول التالية على قصص جديدة.  تم تكليف فريق كونوهامارو بمهمة النينجا، لكن الأعضاء الثلاثة رفضوهاعندما علم سارادا أن بوروتو يحمي شخصًا ما من قاتل وأنقذه مع ميتسوكي.  يُظهر اقتباس الأنمي سارادا وأصدقائها قبل أن يصبحوانينجا.  أثناء كونهما صديقين في مرحلة الطفولة، لم يكن سارادا وبوروتو على علاقة جيدة ولكن انتهى بهما الأمر إلى التقارب بمجرد أن ينقذبوروتو تشوتشو خلال منافسة بين طلاب من أكاديمية النينجا.  كما يعيد الأنمي سرد أحداث المانجا العرضية لسارادا، حيث تمكنت منالارتباط بوالدها.  وبالمثل، تتضمن روايات Boruto: Naruto Next Generations الخفيفة للكوداتشي دور سارادا في الأنمي  في قوسلاحق، تذهب مجموعة سارادا في رحلة إلى قرية ميست ولكن ينتهي بها الأمر في محاولة لوقف التمرد، مع هزيمة سارادا لأحد المبارزينالذين يقودونها.  بعد هذا القوس، أصبحت سارادا وصديقاتها نينجا بعد اجتياز الاختبار، وتشكلت هي وبوروتو وميتسوكي «الفريق 7» الجديد تحت قيادة كونوهامارو في الأنمي، تختفي ميتسوكي من قرية الورق، مما دفع سارادا وأصدقائها للبحث عنه.  بمجرد مواجهة حلفاء ميتسوكي الجدد من قرية الحجر، يقاطع ميتسوكي المعركة ويقضي على بوروتو.  سارادا موجود أيضًا في فيديو أصلي للرسوم المتحركة حيث يتم إرسال فريق كونوهامارو لإيقاف اللص الظاهر